# Bozo (peuple)
Pour les articles homonymes, voir Bozo.
Les Bozo sont un peuple d’Afrique de l'Ouest, vivant principalement au Mali, le long du fleuve Niger et de son affluent le Bani, notamment dans le delta intérieur du Niger. Avant tout pêcheurs, ils sont considérés comme « les maîtres du fleuve ».

## Ethnonymie
Selon les sources et le contexte, on observe plusieurs formes : 
Boso ou Bozo : mot d'origine bambara ayant parfois des connotations péjoratives.   
Tye ou Tige : nom du groupe ethnique en tyeyaxo, le parler bozo de la zone de Dia et de Diafarabé.
Sorko, Sorogo ou Sarkawa : nom employé principalement par les bozo parlant le jenaama, la variété bozo aux alentours de Mopti et de Djenné en particulier. L'origine des sorko n'est pas parfaitement claire, mais ils se sont assimilés au peuple bozo.
Han : nom du groupe ethnique en kélenga, le parler bozo des alentours de Ké-Macina.
Kélenga : nom des bozo vivant entre Markala et Ké-Macina et parlant le kélenga.

## Langues et dialectes
Leur langue est le bozo, un continuum de langues mandées comportant plusieurs dialectes.

## Histoire
Les Bozos ont appartenu à l’empire du Ghana et se sont installés sur les rivages du Niger au Xe siècle.
L’empire du Mali (XIIIe au XVe siècles), soucieux de contrôler les voies fluviales et de disposer de bateliers expérimentés, tenta de soumettre ces peuples de l’eau, et y arriva partiellement.
La plupart des Bozo du Mali se disent originaires de Dia, ville située au centre du Mali et considérée par beaucoup d'historiens comme la plus vieille ville habitée du pays.

## Religion
Les Bozos sont principalement de confession musulmane, mais gardent une très forte tradition animiste. L’animal-totem des Bozos est le taureau. Son corps représente le fleuve et les cornes représentent les pirogues. 

## Mode de vie
Les Bozos sont un peuple qui reste de nos jours encore semi-nomade, déplaçant leurs habitations, selon les saisons et le niveau de l'eau, en amont ou en aval du fleuve pour certaines familles. Ils vivent souvent sur des îles temporaires créées par les joncs, voire les créent partiellement en asséchant les berges d'un îlot. Contraints de se sédentariser sous le règne de Cheikhou Amadou (1810-1844), le fondateur de l'empire du Macina, ils demeurent des nomades et retrouvent leurs paillotes pour quelques mois de pêche après la saison des pluies.
Les Bozos sont liés avec l’ethnie dogon par la parenté à plaisanterie. Dogons et Bozos se moquent réciproquement, mais parallèlement se doivent assistance, et pratiquent traditionnellement un intense commerce par troc de leurs spécialités respectives (poissons bozos contre oignons et outils forgés dogons).

## Groupes
Il existe plusieurs sous-groupes chez les Bozo, dont les Sorogo, les Fuono-Sorogo, les Tié, les Kélinga.

## Économie

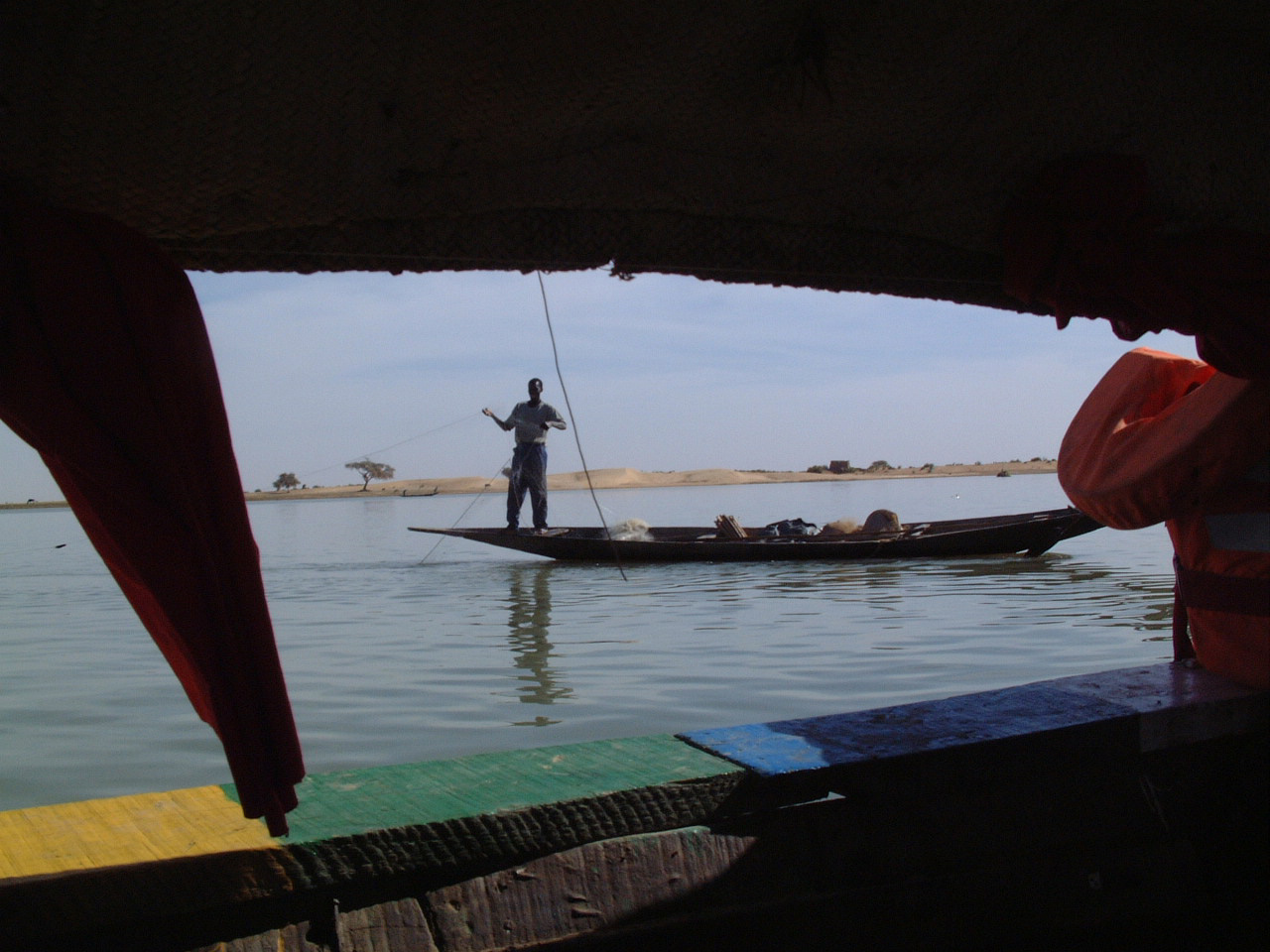
Pêcheur bozo sur le Niger près de Gao, au Mali.

Les Bozos sont avant tout un peuple de pêcheurs et passent une grande partie de la journée sur leur pirogue à pratiquer la pêche.
Les Bozos sont à l’origine de la création de la plupart des villes situées au bord du fleuve Niger telles que Djenné, Mopti…,.

### Bibliographie

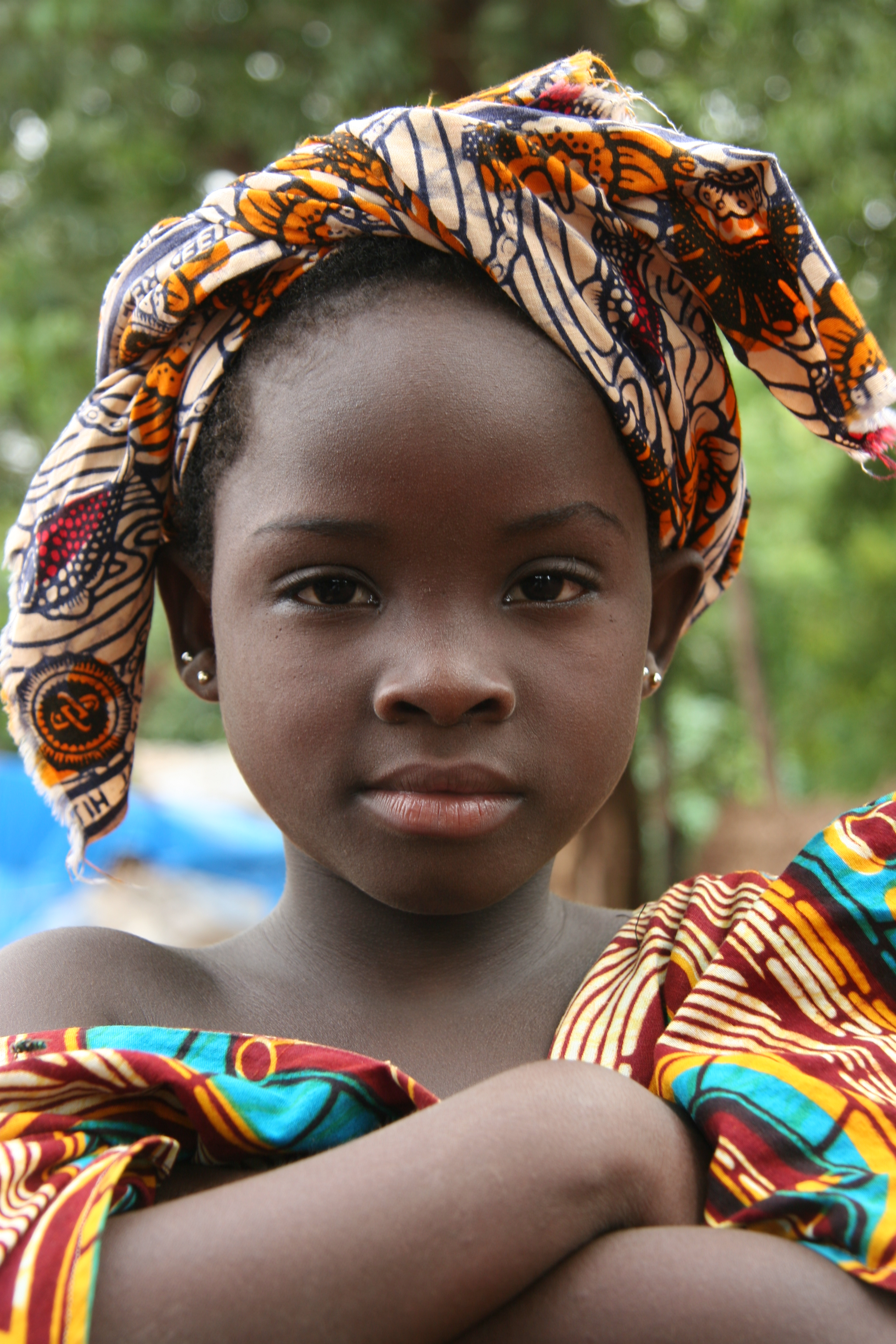
Une fille du Bozo à Bamako, mali.

### Filmographie
- (en) Bozo daily life, Julien Bryan and the International Film Foundation, New York, 1967, 16'